# Гай Целий Калд
Гай Целий Калд (на латински: Gaius Coelius Caldus или Gaius Caelius Caldus) e политик на късната Римска република.
Той е homo novus и син на Гай Целий Калд. Пръв от фамилията си става през 107 пр.н.е. народен трибун. Издава закона lex Coelia и въвежда lex tabellaria, според който гласуването става вече с плочки, а не чрез знак с ръката.
През 99 пр.н.е. става претор и следващата година пропретор в Близка Испания. През 94 пр.н.е. е избран за консул заедно с Луций Домиций Ахенобарб. След това до 87 пр.н.е. Калд е проконсул в двете провинции на Галия.